# Typografia awangardowa

## Wstęp

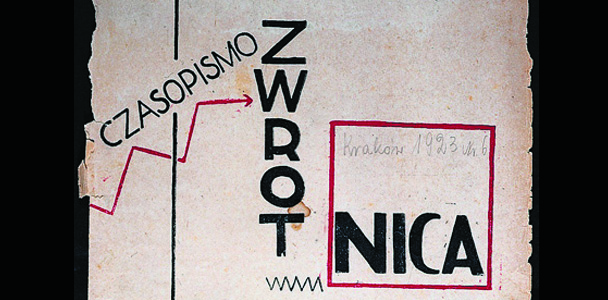
Czasopismo "Zwrotnica"

Typografia jest dziedziną zajmującą się badaniem czcionek, doborem pisma, drukiem (wizualizacją), a także oprawą książek – układem graficznym elementów okładki. Polska typografia awangardowa zaczęła się rozwijać w dwudziestoleciu międzywojennym. Wcześniejsze motywy były oparte na symbolach narodowych bądź innych rozpoznawalnych elementach, wywodzących się z tradycji lub kultury polskiej. Artyści awangardowi zaczęli odbiegać od tego modelu, przez co ich prace nie trafiały do szerszej publiki i zostały docenione tylko w nielicznych kręgach. W pracach awangardowych rzadko da się odnaleźć wspólne wątki – twórcy stawiali na oryginalność i „bunt” przeciw starym porządkom. Naukowcy twierdzą, że tak gwałtowny rozwój typografii podczas międzywojnia należy przypisać temu, iż: „spośród wielu dziedzin sztuki użytkowej najłatwiej i ekonomicznie najtaniej nowe koncepty artystyczne dawało się zrealizować właśnie w postaci projektów typograficznych”. Działo się tak dlatego, ponieważ jeszcze przed 1914 rokiem sztuka druku została rozpowszechniona i zyskała na popularności nie tylko wśród osób zajmujących się literaturą – wydawcy i pisarze przemienili ją w coś elitarnego.

## Ośrodki
Głównymi ośrodkami artystów awangardowych były: Budapeszt, Zagrzeb i Belgrad. Po roku 1924 także Praga, jednak od 1925 fala zaczęto tworzyć typografię awangardową także na zachodzie i wschodzie Europy, a wcześniejsze ośrodki straciły na znaczeniu.

## Wystawy
W 1924 zostały zorganizowane dwie ważne dla rozwoju typografii awangardowej wystawy: przez Ljubomira Micića (Pierwsza Zenistyczna Międzynarodowa Wystawa Nowej Sztuki w Belgradzie) i przez Iona Vinea i Marcela Iancu (Pierwsza Międzynarodowa Wystawa Contimporanul).

## Typografia awangardowa w Polsce
Ważniejszymi polskim artystami byli Władysław Strzemiński i Mieczysław Szczuka – odnosili się w swoich pracach do poezji i przedkładali sztukę wydawania (drukowania) książek nad inne formy sztuki. Władysław Strzemiński jest uznawany za prekursora typografii awangardowej w Polsce – jako jeden z pierwszych odrzucił pierwotny kształt liter. Zakładał, że treść nie jest ważna, ważne jest to, w jaki sposób została przedstawiona, dlatego żeby odczytać przekaz plakatu/okładki trzeba najpierw zrozumieć, co artysta chciał przekazać ułożeniem wyrazów lub poszczególnych liter. Zaczęto konstruować napisy tak, żeby przyciągały wzrok – w przeciwieństwie do „tradycyjnej” typografii, która zaczęła być postrzegana jako coś, co było tylko dodatkiem do tekstu. Także architektura straciła na wartości, artyści awangardowi czerpali inspiracje z malarstwa i grafiki. Jan Tschichold, twórca jednej z wielu definicji i najbardziej znany teoretyk awangardowej typografii, twierdził, że podstawowymi zasadami powinny być brak symetrii i kontrast oraz absolutna swoboda twórcza. W przeciwieństwie do innych dziedzin sztuki, twórcy typografii awangardowej byli także jej teoretykami i badaczami.

## Czasopisma
Typografia awangardowa powoli rozprzestrzeniała się, jej twórcy zaczęli projektować także okładki czasopism. Taki zabieg był popularniejszy w państwach Europy  centralnej i krajach bałkańskich, gdzie typografię awangardową wykorzystywano przede wszystkim do projektowania magazynów, niż w Polsce, w której typografii jako narzędzia publicznego używano głównie do ulotek i plakatów. W magazynach można było znaleźć komentarze nie tylko na temat sztuki, ale też na tematy społeczne, naukowe, kulturze popularnej itp. Jednym z najbardziej znanych takich artystów był Lajos Kassák – węgierski malarz i pisarz, prowadził gazetę Ma. Mimo że twórcy awangardowi nie inspirowali się dziełami zachodnio-europejskich artystów, magazyny były wydawane nie tylko w ojczystym języku, ale też po niemiecku, francusku i włosku.

## Zmiana wartości
Zwłaszcza dla młodych twórców typografia awangardowa była nie tylko zmianą w sztuce, ale także zmianą w ich życiu – także odrzucali przedwojenne wartości. Dlatego tak ważne było dla nich umieszczanie w magazynach nie tylko informacji o sztuce, ale także o innych istotnych dla nich i ich pracy dziedzinach życia. Najczęściej byli to ludzie o poglądach lewicowych i często w swoich dziełach umieszczali komentarze dotyczące obecnej sytuacji politycznej.

## Sztuki równoległe do typografii awangardowej
Twórcy awangardowi uciekali od inspiracji tradycyjnymi obrazami ściennymi i zastępowali je kinem (określanym przez nich srebrnym ekranem lub srebrnym obrazem).  Dzięki temu równolegle do typografii rozwijała się także sztuka fotografii i fotomontażu. Artyści wspierali wydawanie albumów fotograficznych bądź sami je wydawali. Typografia awangardowa była dla nich swego rodzaju korespondencją między sztuką współczesną a technologią. Zależało im także na zatarciu granic między poszczególnymi dziedzinami sztuki.

## Twórcy
Najważniejszymi twórcami typografii awangardowej byli: Władysław Strzemiński, Katarzyna Kobro, Mieczysław Szczuka, Lajos Kassák, László Moholy-Nagy, Lászlo Péri, Ljubomir Micić, Tadeusz Peiper, Karel Teige, Ion Vinea, Marcel Iancu, Wassily Kandinsky, El Lissitzky, Alexander Archipenko, Robert Delaunay, Ossip Zadkine.